# Lukáš Vondráček (pianiste)
Pour les articles homonymes, voir Lukáš Vondráček.
Lukáš Vondráček , né en 1986 à Opava, est un pianiste tchèque, premier lauréat du concours musical international Reine Élisabeth de Belgique en piano en 2016.

## Biographie
Initié au piano dès l'âge de deux ans par sa mère, pianiste professionnelle, Lukáš Vondráček a donné son premier concert à l'âge de quatre ans.
Diplômé du New England Conservatory, il avait, à l'âge de 20 ans, déjà à son actif plus de 850 concerts donnés dans vingt-deux pays différents.
Lukáš Vondráček remporte un prix financier lors de la première édition du prix de la citoyenneté Hanno-R.-Ellenbogen (en) dont le premier prix fut décerné à Vladimir Ashkenazy, chef de l'Orchestre philharmonique tchèque.
En mai 2002, il fait ses débuts à l'Orchestre philharmonique tchèque avec des concerts à Prague et en Italie. Depuis lors, il apparaît fréquemment dans les concerts de l'Orchestre philharmonique tchèque, notamment lors d'une importante tournée aux États-Unis, ainsi qu'à Cologne (Allemagne), Vienne (Autriche), Lucerne (Suisse), Bad Kissingen et au Birmingham's Symphony Hall.
Lukáš Vondráček a également joué avec l'Antwerp Symphony Orchestra, l'Orchestre national de Belgique et le BBC Philamonic.
Lukáš Vondráček remporte le 27 mai 2016, le Concours musical international Reine Élisabeth.